# Турчино
Ту́рчино (рос. Турчино) — присілок у складі Юкаменського району Удмуртії, Росія.
Населення — 86 осіб (2010; 162 в 2002).
Національний склад (2002):
- бесерм'яни — 78 %

В присілку діє початкова школа.